# William A. Lester
William Alexander Lester, Jr. est né le 24 avril 1937 à South Side de Chicago aux États-Unis, est un chimiste américain et professeur à l'école doctorale de l'Université de Californie à Berkeley.
Il a gagné le Prix Percy L. Julian de l'Organisation nationale pour l'avancement professionnel des chimistes et ingénieurs chimistes noirs en 1979 et membre de l'Association américaine pour l'avancement de la science en 2001.

## Biographie

### Enfance et formation
Lester est né dans le South Side de Chicago, à une époque où les écoles étaient encore ségréguées,. Après la Seconde Guerre mondiale, sa famille a déménagé et il s'est inscrit dans un lycée qui était auparavant réservé aux Blancs. Avec le soutien d'un bibliothécaire de son lycée, Lester a obtenu une bourse qui lui a permis de fréquenter l'Université de Chicago. Il a obtenu son baccalauréat en chimie, au cours duquel il a obtenu un poste de recherche à temps partiel au Laboratoire de structure moléculaire et de spectres. Le laboratoire était basé dans le département de physique, dirigé par le lauréat du prix Nobel de chimie de 1966, Robert S. Mulliken. Ces interactions l’ont incité à se concentrer sur la mécanique quantique moléculaire. Il a été soutenu par récipiendaire du prix Nobel de chimie de 1983 Henry Taube pour poursuivre une maîtrise, qu'il a complétée sous la supervision de Stuart A. Rice.
Il a déménagé à l'Université catholique d'Amérique pour effectuer des recherches doctorales sur la structure orbitale moléculaire de H3.

### Carrière
En 1966, Lester rejoint la faculté de l'Université du Wisconsin-Madison, où il rejoint l'Institut de chimie théorique. Après avoir travaillé dans le Wisconsin pendant deux ans, où il a assisté à une réunion de l'American Physical Society à l'Université de Californie à Berkeley, au cours de laquelle il a visité le laboratoire de recherche IBM. On lui a offert un poste et il a rejoint Joseph N. Gayles Jr. (en) et a travaillé sur la diffusion inélastique atome-molécule. Il a rejoint le Lawrence Berkeley National Laboratory en 1978, où il a reçu le prix Percy L. Julian. En 1984, il a été nommé membre de l'American Physical Society et en 1991, il a été élu membre de l'American Association for the Advancement of Science.
Il est conférencier du Mois de l’histoire des Noirs pour le National Institute of Standards and Technology (NIST) en 2017.
Les recherches de Lester ont utilisé la chimie computationnelle pour comprendre les structures électroniques des molécules. Il utilise principalement la méthode de Monte Carlo. Son groupe a développé les éléments matriciels qui connectaient divers ensembles électroniques.

### Honneurs
En 2007, l'Université de Californie à Berkeley a organisé un symposium spécial en l'honneur du soixante-dixième anniversaire de Lester.
En 2019, l'Association of Top Professionals a reconnu la brillante carrière de Lester en lui décernant un Lifetime Achievement Award,,.
En 2020, le département de chimie de l'Université de Californie à Berkeley a créé une chaire en l'honneur de Lester. L'université a déclaré : « Ce poste de conférencier est destiné à accueillir d'éminents chercheurs issus de minorités sous-représentées (MSR) afin qu'ils puissent présenter leurs recherches et échanger sur leurs expériences et les défis qu'ils rencontrent en tant que scientifiques. » En 2024, le conférencier était le chimiste mexicano-américain Alán Aspuru-Guzik (en),.

## Publications sélectionnées
- (en) Brian M. Austin, Dmitry Yu Zubarev et William A. Lester, « Quantum Monte Carlo and related approaches », Chemical Reviews, ACS, vol. 112, no 1,‎ 23 décembre 2011, p. 263-288 (ISSN 0009-2665 et 1520-6890, PMID 22196085, DOI 10.1021/CR2001564, lire en ligne).
- Reynolds, Ceperley, Alder et Lester, « Fixed-node quantum Monte Carlo for moleculesa) b) », The Journal of Chemical Physics, vol. 77, no 11,‎ 1er décembre 1982, p. 5593–5603 (ISSN 0021-9606, DOI 10.1063/1.443766, Bibcode 1982JChPh..77.5593R, lire en ligne )

- (en) Austin, Zubarev et Lester, « Quantum Monte Carlo and Related Approaches », Chemical Reviews, vol. 112, no 1,‎ 11 janvier 2012, p. 263–288 (ISSN 0009-2665, PMID 22196085, DOI 10.1021/cr2001564, lire en ligne )

## Vie privée
Lester a joué au basket-ball universitaire. Ses efforts sportifs sont honorés à l'Université de Chicago, où il est reconnu comme étant le premier joueur à avoir marqué plus de mille points et le seul joueur de l'histoire à avoir une moyenne de plus de vingt-cinq points par saison. En 1957, Lester a reçu la médaille Stagg de l'Université de Chicago pour ses études, ses performances sportives et son excellence de caractère,. Lester a eu deux enfants, dont le pilote de course professionnel Bill Lester (en),.